# Цумвальт, Рик
Ричард Ли Цумвальт, мл.  или Рик Цумвальт  (англ.  Richard Lee Zumwalt, Jr.; 24 сентября 1951, Сент-Луис, Миссури, США — 19 марта 2003) — пятикратный чемпион мира по армрестлингу и актёр, наиболее известный благодаря исполнению роли Боба «Быка» Хёрли в фильме «Изо всех сил».

## Биография
Рик Цумвальт родился в семье Ричарда Ли Цумвальта и Анны Мэй Цумвальт. Поскольку Рик был астматиком и не мог бегать, большинство видов спорта в школе были для него недоступны. Единственным видом спорта, которым он мог полноценно заниматься, стало толкание ядра. Окончив школу, Цумвальт поступил на службу в армию США.
В 1970-х Цумвальт увлёкся армрестлингом. Впервые он попробовал себя в этом виде спорта «на спор», но, по его словам, с первого взгляда влюбился в борьбу на руках. Цумвальт обладал выдающимися физическими данными (при росте 193 сантиметра Рик весил 135 килограмм и имел окружность бицепсов 60 сантиметров) и тренировался с известными мастерами армспорта, такими как Стив Симонс, Марвин Коэн и Верджил Арсиеро, проживавшими в его родной Калифорнии.
Хотя Цумвальт пять раз выигрывал титул чемпиона мира, в числе прочих победив таких знаменитых спортсменов, как Джон Брзенк, он страдал от алкоголизма и бросил пить только в 1985 году. Впоследствии Цумвальт активно участвовал в пропаганде здорового образа жизни.

## Карьера в кино
Благодаря достижениям в спорте и впечатляющей внешности (Цумвальт брил голову налысо и носил пышные усы) Рик был приглашён на одну из ролей в фильме «Изо всех сил» с участием Сильвестра Сталлоне. Изначально планировалось, что у Цумвальта будет небольшая роль, а роль «Быка» Хёрли — главного конкурента героя Сталлоне — достанется другому именитому рукоборцу — Кливу Дину. Но продюсеры решили, что зритель не поверит в возможность победы героя Сталлоне над героем Дина, потому что последний при росте в 201 сантиметр весил около 200 килограмм и мог спрятать в руке пивную банку. Продюсеры решили пригласить на роль Хёрли профессионального борца «Большого Джона Стадда», но тот не смог принять участие в съёмках из-за своих контрактных ограничений. Тогда продюсеры вернулись к кандидатуре Цумвальта:

«Мне его [Сталлоне] люди сказали, чтобы я хорошенько [психологически] раскочегарился (а я, знаете, это хорошо умею) и чтобы показал ему, что значит «раскочегариться»... Но только не швырять его и вообще никакого физического воздействия. Ну, мы встретились, пожали друг другу руки, как перед матчем, я отвернулся и моментально разогнал себя на полную катушку; ударил по столу и как заору, Слай обоссался и ломанулся к своим телохранителям. Ну, я понял, что всё - облом. Мне говорят: мол, спасибо, мы с вами свяжемся. Я такой, ага, конечно. Но когда вернулся домой, мне передали сообщение, что Слай хочет взять меня на роль!!!!»
Оригинальный текст (англ.)
I was told by his people to really psyche up [I can do a good psych, ya know] and show him what a psyche was like.... but not to throw him or anything physical. so we met and shook hands, like in a match, I turned around and went quickly into a full mind blowing psyche from hell turned around screamed and charged the table, Sly pissed himself, and retreated to the bodyguards, well I knew I had blown it and was asked to go...they would call me [yaw sure], But when I got home a message said Sly wanted me for the part!!!!!! 
— Рик Цумвальт
По воспоминаниям Цумвальта, Сталлоне хотел, чтобы его герой проиграл финальный матч, но этому воспротивился продюсер Менахем Голан. Поскольку турнир снимался на виду у сотен зрителей, Голан решил провести голосование, чтобы решить, кто кого победит в фильме. Цумвальт получил неплохую поддержку, но Сталлоне сорвал шквал аплодисментов, что определило исход картины.
Роль «Быка» Хёрли стала самой известной в карьере Цумвальта, хотя в дальнейшем он снялся ещё в 27 фильмах, преимущественно выступая в отрицательных эпизодических ролях.

## Другая деятельность
В 1990-х Цумвальт выступал в составе цирковой труппы Cirque du Soleil, где демонстрировал различные силовые номера, в частности, гнул железные прутья.

## Семья
Цумвальт был женат. В браке родилось двое детей: дочь Мишель и сын Джеймс.

## Смерть
19 марта 2003 года Рик Цумвальт скончался у себя дома от сердечного приступа.

## Фильмография
| Год  |     | Русское название             | Оригинальное название                                      | Роль                         |
| ---- | --- | ---------------------------- | ---------------------------------------------------------- | ---------------------------- |
| 1987 | ф   | Изо всех сил                 | Over The Top                                               | Боб «Бык» Хёрли              |
| 1987 | ф   | Безалаберные                 | Disorderlies                                               | огромный коп                 |
| 1987 | ф   | Исправительная колония III   | Penitentiary III                                           | Джошуа                       |
| 1987 | с   | Оборотень                    | Werewolf                                                   | Хэнк                         |
| 1988 | ф   | Президио                     | The Presidio                                               | дебошир в баре               |
| 1988 | с   | Это шоу Гарри Шендлинга      | It's Garry Shandling's Show                                | Барбара Буш                  |
| 1988 | ф   | —                            | The Big Turnaround                                         | Тёрк                         |
| 1989 | кор | —                            | The Magic Boy's Easter                                     | третий солдат                |
| 1989 | ф   | Преступное деяние            | Criminal Act                                               | Тайни                        |
| 1989 | с   | Байки из склепа              | Tales from the Crypt                                       | первый рабочий               |
| 1989 | ф   | Отряд преступного назначения | Liberty & Bash                                             | Эйс                          |
| 1989 | с   | Кошмары Фредди               | Freddy's Nightmares. A Nightmare On Elm Street: The Series | Барри Заточка                |
| 1989 | ф   | —                            | All-Star Topless Arm Wrestling                             | рефери                       |
| 1990 | с   | Женаты… с детьми             | Married… with Children                                     | игрок                        |
| 1990 | ф   | Рокула                       | Rockula                                                    | Бум Бум                      |
| 1990 | с   | Идеальные незнакомцы         | Perfect Strangers                                          | Ховард «Безумный пёс» Краузе |
| 1990 | ф   | Яростный Кейджин             | Ragin' Cajun                                               | Лу                           |
| 1990 | с   | —                            | Good Grief                                                 | Гун                          |
| 1990 | с   | Испытания Рози О’Нил         | The Trials of Rosie O'Neill                                | Мангуст                      |
| 1990 | с   | Ночной суд                   | Night Court                                                | Ленни                        |
| 1991 | с   | Истинные цвета               | True Colors                                                | Бертрам                      |
| 1991 | тф  | Филин                        | The Owl                                                    | Пакер                        |
| 1991 | ф   | Главная мишень               | Prime Target                                               | Потси                        |
| 1991 | ф   | Под надзором                 | Under Surveillance                                         | Дурман                       |
| 1991 | ф   | Недостающие звенья           | Missing Pieces                                             | горец                        |
| 1992 | с   | Джейк и толстяк              | Jake and the Fatman                                        | большой Бад Делп             |
| 1992 | ф   | Бэтмен возвращается          | Batman Returns                                             | татуированный силач          |
| 1993 | ф   | Отчаянный папа               | Father Hood                                                | полный парень                |
| 1993 | с   | Полный дом                   | Full House                                                 | Леонард Шульц                |
| 1994 | с   | Отступник                    | Renegade                                                   | Ньют                         |
| 1998 | тф  | Завтрак с Эйнштейном         | Breakfast with Einstein                                    | здоровяк                     |
| 1998 | с   | Полицейский во времени       | Timecop                                                    | телохранитель Кромвеля       |
| 1998 | с   | Конрад Блум                  | Conrad Bloom                                               | осуждённый                   |
| 1998 | ф   | В тихой ночи                 | In Quiet Night                                             | заключённый                  |
| 1998 | ф   | —                            | I Love You, But                                            | тренер Эндрюс                |
| 1998 | ф   | —                            | Skippy                                                     | байкер в бондане             |